# Estigmenida variabilis
Estigmenida variabilis är en skalbaggsart som beskrevs av Charles Joseph Gahan 1894. Estigmenida variabilis ingår i släktet Estigmenida och familjen långhorningar.
Artens utbredningsområde är:
- Laos.
- Burma.

Inga underarter finns listade i Catalogue of Life.